# 冨水明
冨水 明（とみみず あきら、1971年1月17日 - ）は、日本のフリーライターである。主に爬虫類・両生類関連の記事を執筆している。

## 経歴
東京都中野区生まれ、東京都立田柄高等学校卒業後、様々な職を転々とする。
1995年、エムピージェー発行の観賞魚専門誌『月刊アクアライフ』8月号にて、ライターとしてデビューする。以降、古代魚を中心とした原稿を執筆する。
1997年、同社発行の爬虫類・両生類専門誌『季刊ビバリウムガイド』の創刊に携わる。本誌では、執筆のみならず、撮影と若干の編集、イラストも担当している。
ビバリウムガイド上の肩書は長らく「現場監督」であったが近年では編集長（〇）（カッコ内の言葉は毎号変わる）として掲載されている。
近年では動物系専門学校の臨時講師を務めている。独身(離婚歴あり)。

## 著書

### 著作
- 『タランチュラの世界』（1996年9月、エムピージェー ISBN 4-89512-360-X）
- 『大蛇世界 - ボア&パイソン』（1998年11月、エムピージェー ISBN 4-89512-348-0）
- 『大蜥蜴世界 - モニター&ドクトカゲ 』（2002年8月、エムピージェー ISBN 4-89512-521-1）
- 『ミズガメ大百科』（2004年8月、エムピージェー ISBN 4-89512-531-9）
- 『はじめてのヘビ コーンスネーク』（2005年8月、エムピージェー ISBN 4-89512-537-8）
- 『可愛いヤモリと暮らす本 - レオパ&クレス』（2008年4月、エムピージェー ISBN 978-4-89512-552-9）

### 編集
- 『リクガメ大百科』（2003年8月、エムピージェー、小家山仁著 ISBN 978-4-89512-524-6 ）